# Viggo Dorph-Petersen
Viggo Theodor Dorph-Petersen (9. februar 1851 på Barfredshøj – juli 1937 i Perpignan) var en dansk arkitekt.
Viggo Dorph-Petersens forældre var proprietær Carl Frederik August Petersen og Charlotte Margrethe Dorph. Hans brødre var teaterdirektør J.F.S. Dorph-Petersen (sv) og Henning Dorph-Petersen.

## Uddannelse
I tømrer- og snedkerlære, tømrersvend 1871, elev på Teknisk Institut, optaget på Kunstakademiet i oktober 1870 med afgang i juni 1879. Medarbejder hos Ove Petersen og Vilhelm Dahlerup (Det kgl. Teater), V. Friederichsen (Blegdamshospitalet), H. J. Holm. 

## Rejser
1880 Frankrig, studerede ved École des Beaux-Arts, Atélier Ginaint. 

## Embeder
Dansk Vicekonsul i Perpignan fra 1906.

## Arbejder
Blev konduktør for et fransk arkitektfirma ved opførelsen af et hotel i Vernet-les-Bains. Nedsatte sig derefter som selvstændig arkitekt i Perpignan, hvor han forblev resten af sit liv og opførte Chateau d'Aubéry, Chateau de Pare Ducup, Chateau de Valmy, Chateau de l'Esparou, Etablissement Thermal de Thuès-les-Bains, mange landbrugsbygninger, villaer, hoteller og offentlige bygninger. 
Hans virksomhed tilhører helt og holdent den samtidige franske bygningskunst.